# Eugène Héritier
Pour les articles homonymes, voir Héritier (homonymie).
Eugène Héritier, né le 20 novembre 1872 à Saint-Paul-sur-Yenne (Savoie) et mort le 2 mai 1933 à Lyon (Rhône), est un homme politique français.

## Biographie
Médecin et pharmacien, il est député de l'Ain de 1909 à 1914, inscrit au groupe radical-socialiste et conseiller général de 1908 à 1924.

## Sources
- « Eugène Héritier », dans le Dictionnaire des parlementaires français (1889-1940), sous la direction de Jean Jolly, PUF, 1960 [détail de l’édition]